# Тхеварпарампил, Августин
Августин Тхеварпарампил (род. 1 апреля 1891 года, Рамапурам, Керала, Индия — 16 октября 1973 года, Рамапурам, Индия) — блаженный Римско-католической и Сиро-малабарской церквей, католический священник, посвятивший себя служению касте неприкасаемых. Почитается в Католической церкви как «апостол неприкасаемых».

## Биография
Августин Тхеварпарампил родился 1 апреля 1891 года в семье индийских христиан в селении Рамапурам, штат Керала, Индия. 17 декабря 1921 года был рукоположён в священника, после чего служил викарием в церкви св. Августина в родном селении. В течение пятидесяти лет он занимался в своей пастырской и социальной деятельности с представителями касты неприкасаемых, улучшая их статус в индийском обществе. Августин Тхеварпарампил жил среди парий и ему удалось примером своей простой, скромной жизни крестить более пяти тысяч отверженных.
16 октября 1973 года в возрасте 82 лет, после непродолжительной болезни, Августин Тхеварпарампил скончался. Через некоторое время его могила стала центром паломничества.

## Прославление
Процесс беатификации начался 11 августа 1997 года в его родном селении Рамапурам. 22 июня 2004 года римский папа Иоанн Павел II подтвердил героические добродетели Августина Тхеварпарампила. 30 апреля 2006 года римский папа Бенедикт XVI причислил его к лику блаженных.
День памяти в Католической церкви — 16 октября.